# Suzuki motor K
La familia de motores K de Suzuki es una serie de motores de combustión interna de tres o cuatro cilindros en línea, todos completamente en aluminio, introducidos en 1994. La cilindrada varía de 658 a 1462 cm³ (0,7 a 1,5 litros). Se conforman de un cabezal de cadena de distribución DOHC de cuatro válvulas por cilindro con VVT, que utilizan inyección multipunto de combustible o inyección directa, con turbo para algunas variantes y también disponibles con tecnología híbrida eléctrica.
Desde 2013, algunos motores K se han actualizado con tecnología Dualjet. Las actualizaciones incluyen dos inyectores por cilindro, cámara de compresión más pequeña, aumento de la relación de compresión, mejora de la eficiencia térmica, forma rediseñada de la camisa de agua, mejora de la eficiencia térmica, distribuidores de aceite para la refrigeración de los pistones, adopción del sistema de recirculación de gases de escape (EGR) enfriados por agua y varios otros cambios para la eficiencia del combustible. La variante turbo con sistema de inyección directa de combustible se llama Boosterjet.
Además, una tecnología híbrida suave con un generador eléctrico de arranque integrado (ISG) de 12 o 48 V denominado "Smart Hybrid Vehicle by Suzuki" (SHVS), el cual se encuentra disponible en mercados con regulaciones de emisiones más estrictas como en Europa, Japón, Singapur e India. Esta tecnología híbrida suave ayuda a reducir el consumo de combustible, mejorar la aceleración y reducir las emisiones. La variante Strong Hybrid con Unidad Motor-Generador (MGU) se encuentra disponible en Europa y Japón.

## Tres cilindros

### K6A

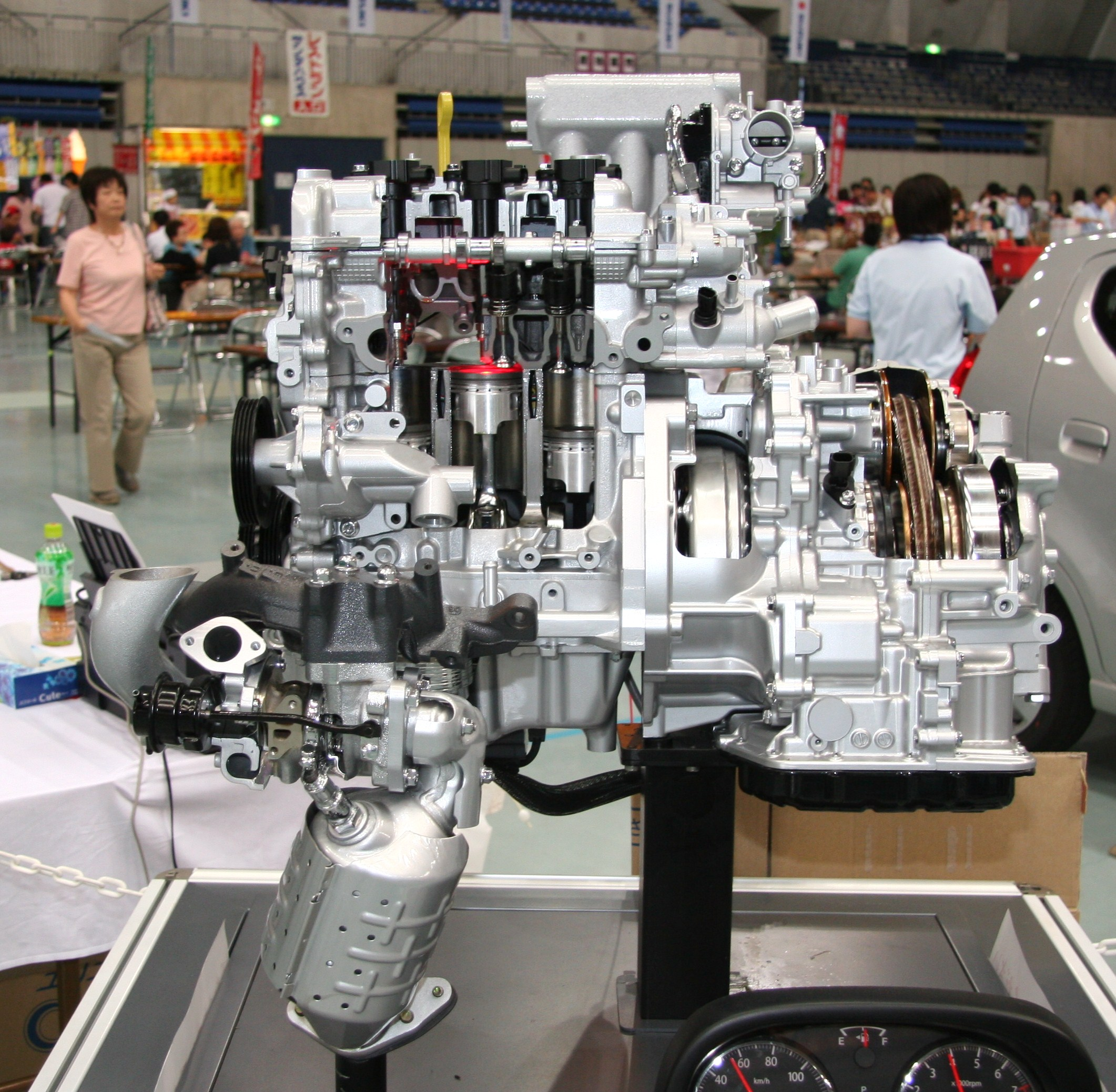
K6A turbo con transmisión variable continua (CVT) Jatco JF012E

El primer motor K apareció en 1994 y fue descontinuado en 2018. Es el más pequeño de la familia y también el primer motor K con VVT. Esta versión estaba disponible en varias versiones como de aspiración natural, turbo, mezcla pobre, GNC y Strong Hybrid. La versión híbrida fue la primera en la clase kei car y solamente estaba disponible para el Suzuki Twin.

#### Especificaciones técnicas
- Cilindrada: 658 cm³ (0,7 litros)
- Diámetro x carrera: 68 x 60,4 mm (2,68 x 2,38 pulgadas)
- Distribución: DOHC 4 válvulas x cilindro, con o sin VVT
- Relación de compresión: 8.4:1 a 8.9:1 (turbo), 10.5:1 (NA)
- Potencia máxima: 37 a 54 CV (36 a 53 HP) (27 a 40 kW) @ 5500–6500 rpm (NA). 60 a 64 CV (59 a 63 HP) (44 a 47 kW) @ 6000–6500 rpm (turbo). 50 CV (49 HP; 37 kW) a 6500 rpm (CNG)
- Par máximo: 55 a 63 N·m (41 a 46 lb·pie) @ 3500–4000 rpm (NA). 83 a 108 N·m (61 a 80 lb·pie) @ 3000–3500 rpm (turbo) 58 N·m (43 lb·pie) @ 3500 rpm (CNG)

#### Aplicaciones
Naturalmente aspirado
- 1995–2018 Suzuki Jimny
- 1997–2012 Suzuki Wagon R/Mazda AZ-Wagon
- 1998–2008 Suzuki Kei
- 1998–2014 Suzuki Alto
- 1998–2014 Mazda Carol
- 1999–2006 Mazda Laputa
- 2001–2011 Suzuki MR Wagon/Nissan Moco
- 2001–2013 Suzuki Carry/Every
- 2001–2013 Mazda Scrum Truck
- 2002–2008 Mazda Spiano
- 2002–2015 Suzuki Alto Lapin
- 2003–2005 Suzuki Twin
- 2004–2009 Arctic Cat T660
- 2006–2009 Suzuki Cervo
- 2008–2013 Suzuki Palette
- 2009–2013 Nissan Roox
- 2010–2010 Nissan Pino
- 2012–2013 Mazda Flair Wagon

Turbo
- 1994–1998 Suzuki Alto
- 1995–1998 Suzuki Cappuccino
- 1995–2018 Suzuki Jimny
- 1997–2012 Suzuki Wagon R/Mazda AZ-Wagon
- 1998–2008 Suzuki Kei
- 1998–2008 Mazda AZ-Offroad
- 1999–2006 Mazda Laputa
- 2001–2011 Suzuki MR Wagon/Nissan Moco
- 2001–2013 Suzuki Every/Mazda Scrum Van
- 2002–2008 Mazda Spiano
- 2002–2015 Suzuki Alto Lapin
- 2004–2009 Arctic Cat T660
- 2006–2009 Suzuki Cervo
- 2008–2013 Suzuki Palette
- 2009–2013 Nissan Roox
- 2012–2013 Mazda Flair Wagon
- 2013–2017 Caterham 7 160/165 (80 HP)

### K10B

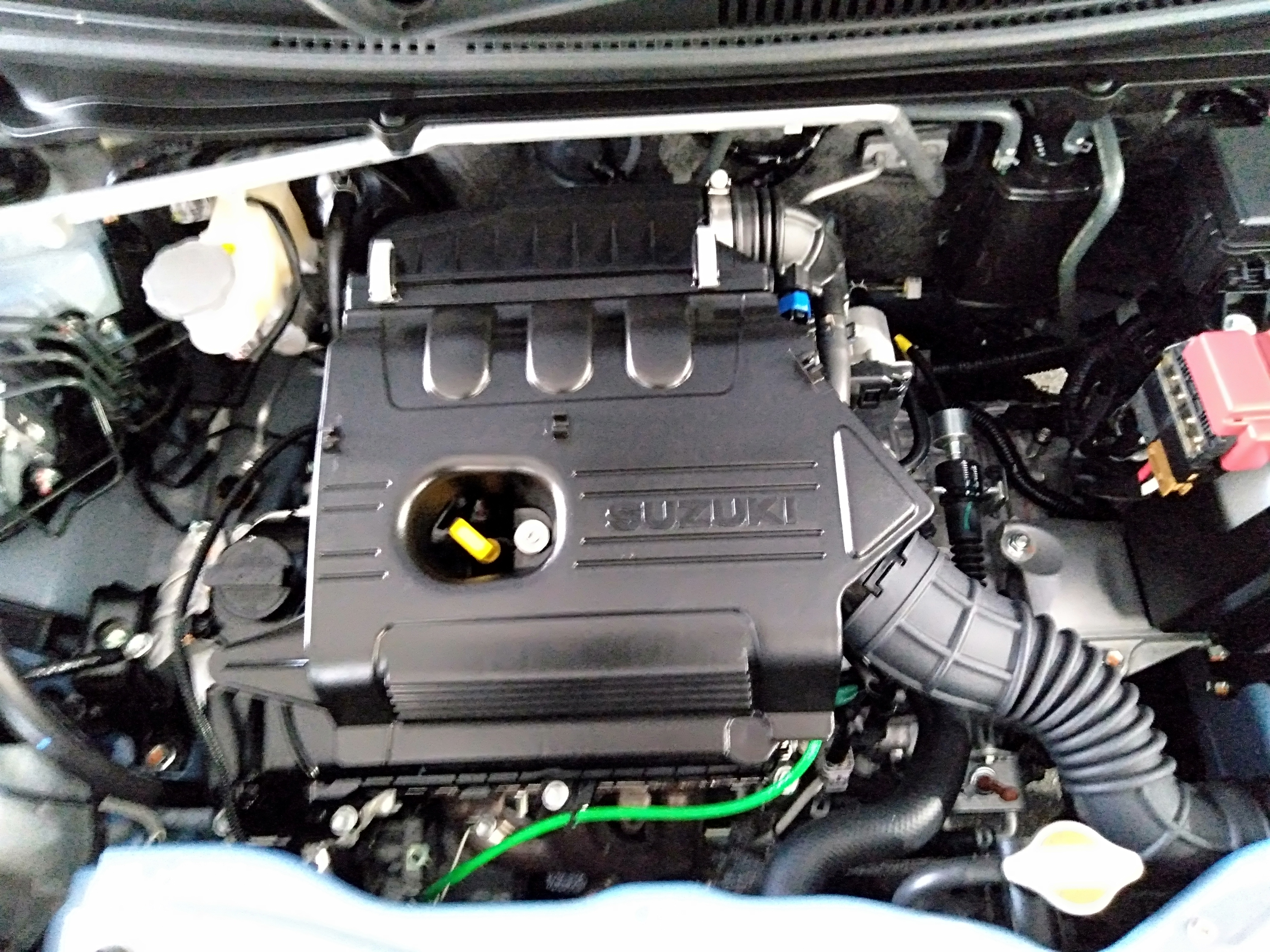
K10B en un Suzuki Celerio 1.0 CVT de 2020

La versión de tres cilindros 1.0 se ha instalado en muchos coches urbanos Suzuki desde 2008. En 2014, este se modificó aumentando la relación de compresión de 10.0 a 11.0:1 y se conoce como "K-Next". Estos cambios pretendían aumentar el rendimiento de combustible a más de 23 km/L (4,3 L/100 km; 54,1 mpgAm), lograr la máxima potencia a menos revoluciones y reducir las pérdidas por fricción. La variante CNG también está disponible para el mercado interno de la India.

#### Especificaciones técnicas
- Cilindrada: 998 cm³ (1 litros)
- Diámetro x carrera: 73 x 79,4 mm (2,87 x 3,13 pulgadas)
- Distribución: DOHC 4 válvulas x cilindro
- Relación de compresión: 10.0:1 a 11.0:1
- Potencia máxima: 65 a 68 CV (64 a 67 HP) (48 a 50 kW) @ 6000 rpm. 59 CV (58 HP; 43 kW) @ 6000 rpm (CNG)
- Par máximo: 90 N·m (66 lb·pie) @ 3500 rpm. 78 N·m (58 lb·pie) @ 3500 rpm (CNG)

#### Aplicaciones
- 2008–2014 Suzuki Splash
- 2008–2014 Opel/Vauxhall Agila ecoFLEX
- 2009–2014 Suzuki Alto/A-Star/Nissan Pixo
- 2009–2014 Maruti Suzuki Estilo/Karimun Estilo (India e Indonesia)
- 2010–presente Suzuki Wagon R (India, Pakistán y Sri Lanka)
- 2010–2020 Suzuki Alto K10
- 2013–2021 Suzuki Karimun Wagon R (Indonesia)
- 2014–presente Suzuki Celerio/Cultus
- 2019–presente Suzuki S-Presso

### K10C

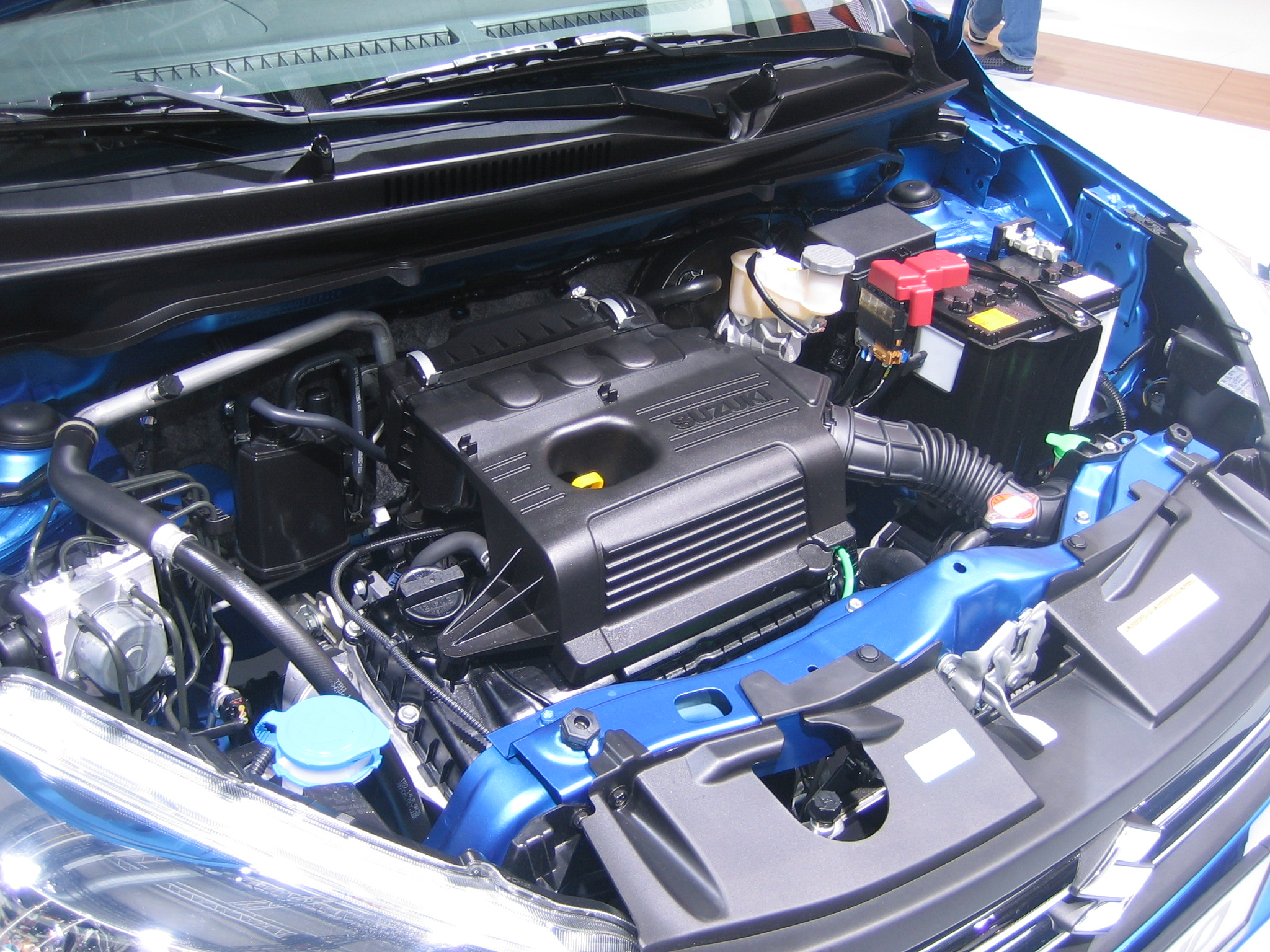
Versión naturalmente aspirada en un Suzuki Celerio para el mercado europeo

Es una versión modificada del K10B con tecnología Boosterjet de inyección directa turbo o Dualjet de aspiración natural. La relación de compresión se aumentó de 11.0:1 a 12.0:1 para lograr una mayor eficiencia térmica y reducir las pérdidas por fricción. El sistema híbrido suave SHVS de Suzuki está disponible para esta versión en el mercado europeo y japonés. La versión CNG también está disponible para el mercado de la India.

#### Especificaciones técnicas
- Cilindrada: 998 cm³ (1 litros)
- Diámetro x carrera: 73 x 79,4 mm (2,87 x 3,13 pulgadas)
- Distribución: DOHC 4 válvulas x cilindro, VVT simple o doble
- Relación de compresión: 10.0:1 (turbo), 12.0:1 (NA)
- Potencia máxima: 65 a 68 CV (64 a 67 HP) (48 a 50 kW) @ 5500–6000 rpm (NA). 57 CV (56 HP; 42 kW) @ 5300 rpm (CNG). 3 CV (2,2 kW) a 1000 rpm (motor eléctrico). 99 a 111 CV (98 a 109 HP) (73 a 82 kW) @ 5500 rpm (turbo)
- Par máximo: 89 a 93 N·m (66 a 69 lb·pie) @ 3500 rpm (NA). 82 N·m (60 lb·pie) @ 3400 rpm (CNG). 150 a 170 N·m (111 a 125 lb·pie) @ 1500–4500 rpm (turbo). 50 N·m (37 lb·pie) @ 100 rpm (motor eléctrico)

#### Aplicaciones
Naturalmente aspirado
- 2015–presente Suzuki Celerio
- 2022–presente Suzuki Wagon R (India)

Turbo
- 2015–presente Suzuki Baleno
- 2015–2021 Suzuki Vitara (Europa)
- 2015–2021 Suzuki SX4 S-Cross (Europa)
- 2017–presente Suzuki Swift
- 2017–presente Suzuki Xbee

## Cuatro cilindros

### K10A
Es el más pequeño de la serie K de cuatro cilindros.

#### Especificaciones técnicas
- Cilindrada: 996 cm³ (1 litros)
- Diámetro x carrera: 68 x 68,6 mm (2,68 x 2,70 pulgadas)
- Distribución: DOHC 4 válvulas x cilindro, con o sin VVT
- Relación de compresión: 8.4:1 (turbo), 10.0:1 (NA)
- Potencia máxima: 65 a 70 CV (64 a 69 HP) (48 a 51 kW) @ 6500–7000 rpm (NA). 100 CV (99 HP; 74 kW) @ 6500 rpm (turbo)
- Par máximo: 88 N·m (65 lb·pie) @ 3500 rpm (NA). 118 N·m (87 lb·pie) @ 4000 rpm (turbo)

#### Aplicaciones
Naturalmente aspirado
- 1997–2002 Suzuki Wagon R+
- 1999–2001 Chevrolet Wagon R+ (Colombia y Ecuador)
- 1999–2003 Chevrolet Alto (Colombia y Ecuador)
- 2000–2002 Chevrolet MW (Japón)

Turbo
- 1997–2000 Suzuki Wagon R+ (Japón)
- 2000–2002 Chevrolet MW (Japón)

### K12A

#### Especificaciones técnicas
- Cilindrada: 1172 cm³ (1,2 litros)
- Diámetro x carrera: 71 x 74 mm (2,80 x 2,91 pulgadas)
- Distribución: DOHC 4 válvulas x cilindro
- Relación de compresión: 9.3:1
- Potencia máxima: 69 CV (68 HP; 51 kW) @ 6000 rpm
- Par máximo: 95 N·m (70 lb·pie) @ 3250 rpm

#### Aplicaciones
- 1998–2000 Suzuki Wagon R+ (Europa)

### K12B

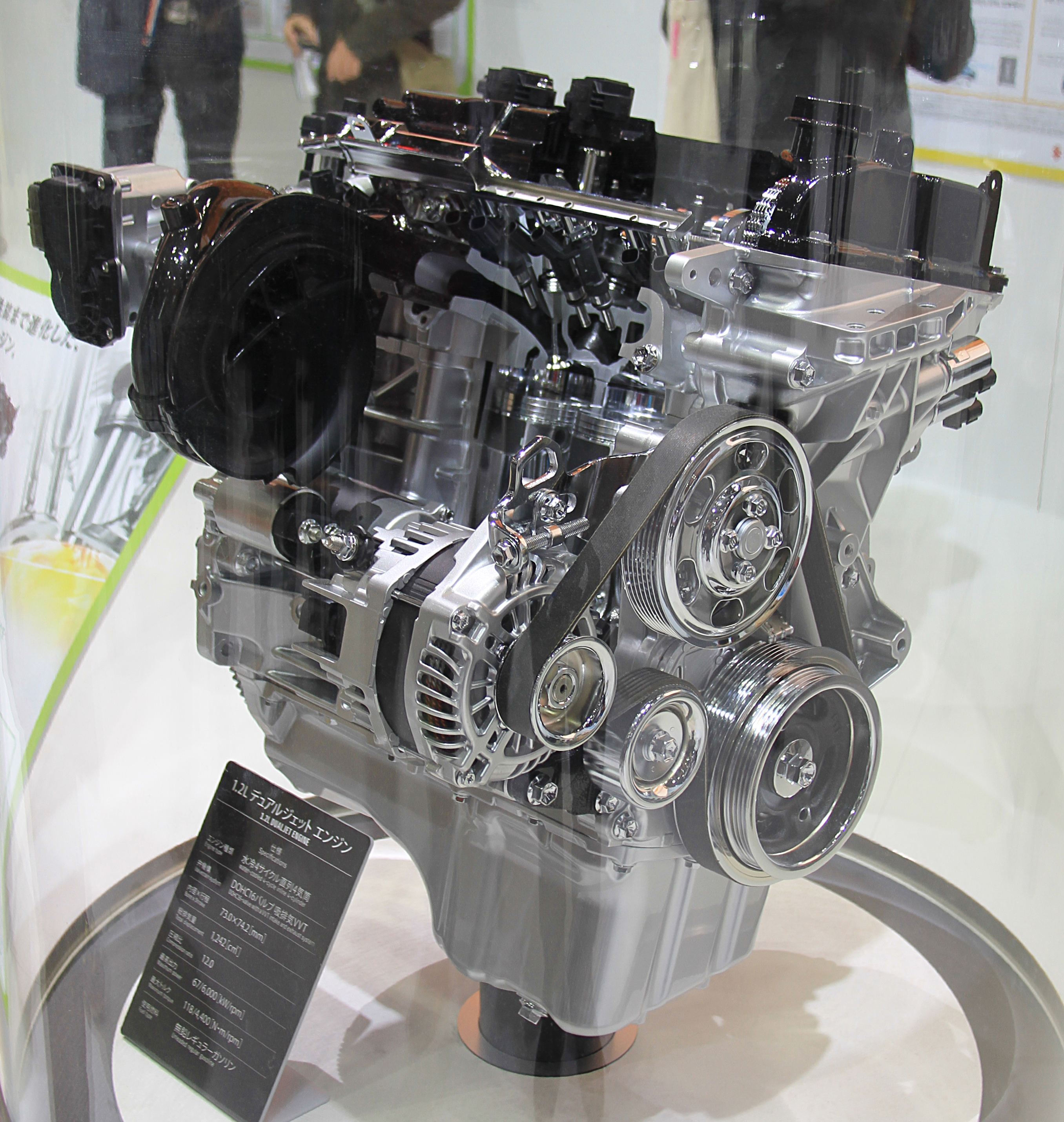
K12B Dualjet

Apareció por primera vez en 2008 y se modificó con la tecnología Dualjet en 2013. En China, también fue utilizado por los antiguos socios de la empresa conjunta de Suzuki, Changan Motors y sus subsidiarias. Es conocido bajo los nombres "E-Power EA12" o "JL473Q".

#### Especificaciones técnicas
- Cilindrada: 1242 cm³ (1,2 litros)
- Diámetro x carrera: 73 x 74,2 mm (2,87 x 2,92 pulgadas)
- Distribución: DOHC 4 válvulas x cilindro, VVT
- Relación de compresión: 11.0:1 a 12.0:1
- Potencia máxima: 86 a 92 CV (85 a 91 HP) (63 a 68 kW) @ 5500–6000 rpm
- Par máximo: 114 a 118 N·m (84 a 87 lb·pie) @ 4400–4800 rpm

#### Aplicaciones
- 2008–2014 Suzuki Splash
- 2008–2014 Opel/Vauxhall Agila
- 2010–2017 Suzuki Swift
- 2011–2015 Suzuki Solio/Mitsubishi Delica D:2
- 2012–present Changan/Changhe/Chana Star series
- 2013–2016 Changan CX20
- 2014–present Suzuki Ciaz
- 2014–present Changan SC6418
- 2019–present Esemka Bima 1.2

### K12C
La versión Dualjet del K12B también puede combinarse con tecnología híbrida suave SHVS de 12 voltios o un strong hybrid con Unidad Motor-Generador (MGU).

#### Especificaciones técnicas
- Cilindrada: 1242 cm³ (1,2 litros)
- Diámetro x carrera: 73 x 74,2 mm (2,87 x 2,92 pulgadas)
- Distribución: DOHC 4 válvulas x cilindro, VVT
- Relación de compresión: 12.5:1
- Potencia máxima: 90 a 91 CV (89 a 90 HP) (66 a 67 kW) @ 6000 rpm. 3 CV (2,2 kW) @ 1000 rpm (motor eléctrico híbrido suave). 14 CV (10,3 kW) @ 3185–8000 rpm (motor eléctrico strong hybrid)
- Par máximo: 120 N·m (89 lb·pie) @ 4400 rpm. 50 N·m (37 lb·pie) @ 100 rpm (motor eléctrico de hibridación suave). 30 N·m (22 lb·pie) @ 1000–3185 rpm (motor eléctrico strong hybrid)

#### Aplicaciones
- 2015–presente Suzuki Solio/Mitsubishi Delica D:2
- 2017–presente Suzuki Swift
- 2015–presente Suzuki Ignis
- 2015–presente Suzuki Baleno (Europa y Japón)

### K12D
Reemplazo del anterior K12C para el mercado europeo, ya que la Normativa europea sobre emisiones ha pasado a la etapa Euro 6D. El desplazamiento es el mismo que las versiones K12M o K12N Dualjet. El sistema híbrido suave SHVS también es estándar.

#### Especificaciones técnicas
- Cilindrada: 1197 cm³ (1,2 litros)
- Diámetro x carrera: 73 x 71,5 mm (2,87 x 2,81 pulgadas)
- Distribución: DOHC 4 válvulas x cilindro, doble VVT
- Relación de compresión: 13.0:1
- Potencia máxima: 83 CV (82 HP; 61 kW) @ 6000 rpm. 3 CV (2,2 kW) @ 800 rpm (motor eléctrico)
- Par máximo: 107 N·m (79 lb·pie) @ 2000 rpm. 35 N·m (26 lb·pie) @ 499 rpm (motor eléctrico)

#### Aplicaciones
- 2020–presente Suzuki Swift Híbrido
- 2020–presente Suzuki Ignis Híbrido

### K12M

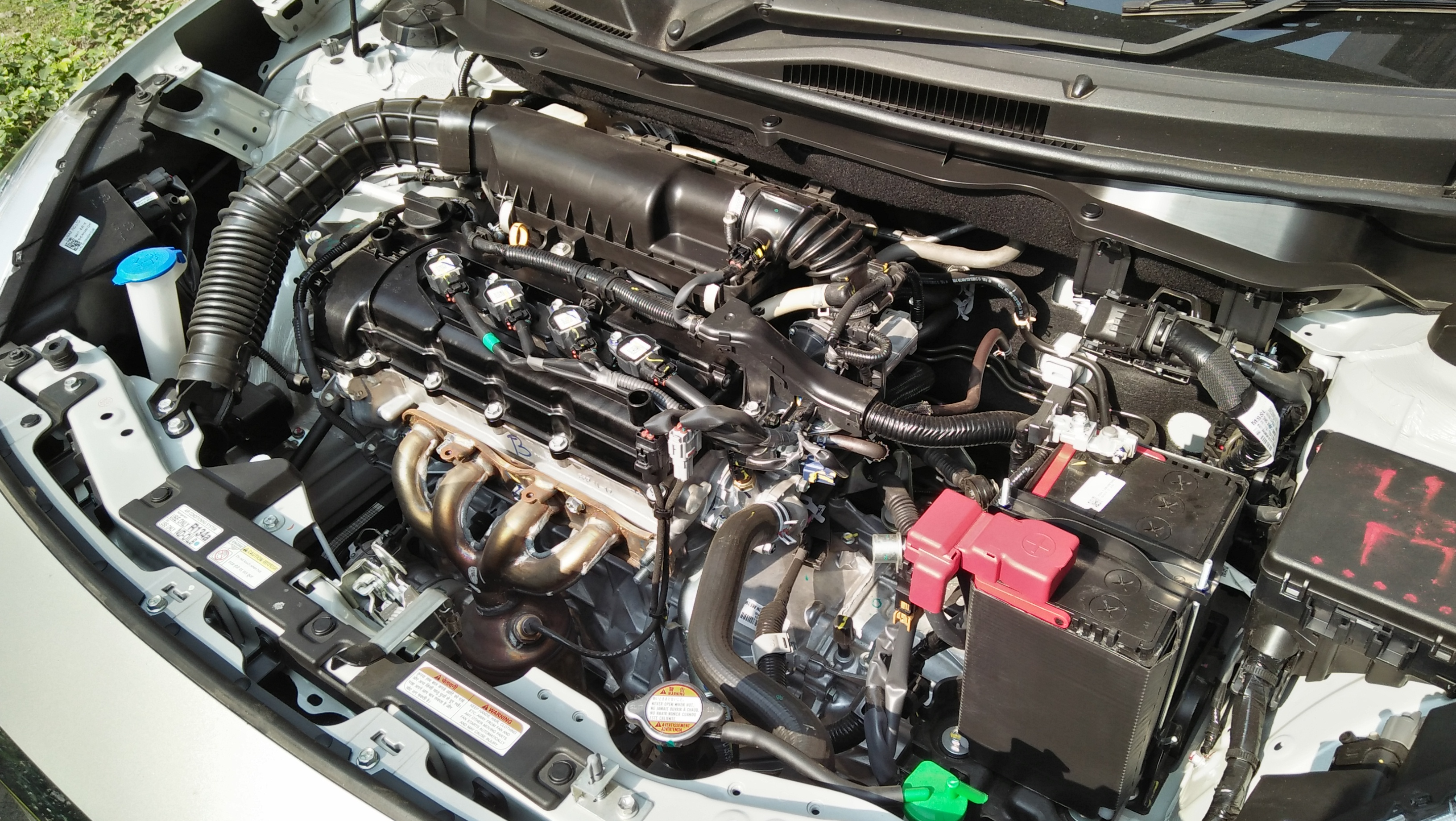
K12M de un Maruti Suzuki Dzire VXi VVT en Calcuta

Versión modificada del K12B, desarrollado por Maruti Suzuki, principalmente para el mercado indio, ya que el país impuso un impuesto especial más alto para los motores de gasolina de más de 1200 cc. Este también está disponible para los mercados del Sudeste Asiático, América del Sur y África.
La tecnología VVT se agregó para esta versión en 2012. En febrero de 2018, la versión Dualjet se introdujo por primera vez en Tailandia con una relación de compresión más alta de 11.5:1.

#### Especificaciones técnicas
- Cilindrada: 1197 cm³ (1,2 litros)
- Diámetro x carrera: 73 x 71,5 mm (2,87 x 2,81 pulgadas)
- Distribución: DOHC 4 válvulas x cilindro, con o sin VVT
- Relación de compresión: 10.5:1 a 11.5:1
- Potencia máxima: 83 a 87 CV (82 a 86 HP) (61 a 64 kW) @ 6000 rpm. 71 CV (70 HP; 52 kW) @ 6000 rpm (CNG)
- Par máximo: 108 a 113 newtons·metro (80 a 83 lb·pie) @ 4000–4400 rpm. 95 N·m (70 lb·pie) @ 4000 rpm (CNG)

#### Aplicaciones
- 2009–2016 Suzuki Splash/Maruti Ritz
- 2010–presente Suzuki Swift
- 2010–presente Suzuki Dzire
- 2015–presente Suzuki Baleno (India)
- 2017–presente Suzuki Ignis
- 2019–presente Suzuki Wagon R (India)
- 2019–presente Toyota Glanza (India)

### K12N
Versión Dualjet del K12M y también disponible con tecnología de híbrida suave SHVS.

#### Especificaciones técnicas
- Cilindrada: 1197 cm³ (1,2 litros)
- Diámetro x carrera: 73 x 71,5 mm (2,87 x 2,81 pulgadas)
- Distribución: DOHC 4 válvulas x cilindro, con o sin VVT
- Relación de compresión: 10.5:1 a 11.5:1
- Potencia máxima: 90 CV (89 HP; 66 kW) @ 6000 rpm
- Par máximo: 113 N·m (83 lb·pie) @ 4200 rpm

#### Aplicaciones
- 2019–presente Suzuki Baleno/Toyota Glanza Híbrido (India)
- 2020–presente Suzuki Dzire (India)
- 2021–presente Suzuki Swift (India)

### K14B
Similar al K12B, este también fue utilizado por el antiguo socio de la empresa conjunta de Suzuki en China, conocido bajo los nombres E-Power EA14 o "JL473Q1".

#### Especificaciones técnicas
- Cilindrada: 1372 cm³ (1,4 litros)
- Diámetro x carrera: 73 x 82 mm (2,87 x 3,23 pulgadas)
- Distribución: DOHC 4 válvulas x cilindro, VVT
- Relación de compresión: 10.0:1 a 11.0:1
- Potencia máxima: 92 a 96 CV (91 a 95 HP) (68 a 71 kW) @ 6000 rpm
- Par máximo: 130 a 134 N·m (96 a 99 lb·pie) @ 4000–4800 rpm

#### Aplicaciones
- 2010–2017 Suzuki Swift
- 2011–2018 Changhe Spla (China y Sudamérica)[18]
- 2012–presente Changhe Big Dipper
- 2012–presente Changhe Suzuki Landy/Coolcar[19]
- 2012–2016 Changhe Ideal
- 2012–2019 Suzuki Ertiga
- 2013–2015 Chana Eulove
- 2013–presente Changan Alsvin
- 2013–2016 Changan CX20[20]
- 2013–2017 Mazda VX-1 (Indonesia)
- 2013–2018 Changhe Suzuki Liana (China)[21]
- 2014–presente Changan Benni
- 2014–2015 Chana Taurustar
- 2014–2017 Changan Alsvin V3
- 2014–presente Suzuki Ciaz
- 2015–presente Changhe Freedom M50[22]
- 2016–2019 Proton Ertiga (Malasia)
- 2017–presente Suzuki Baleno
- 2020–presente Toyota Starlet (África)[23]

### K14C

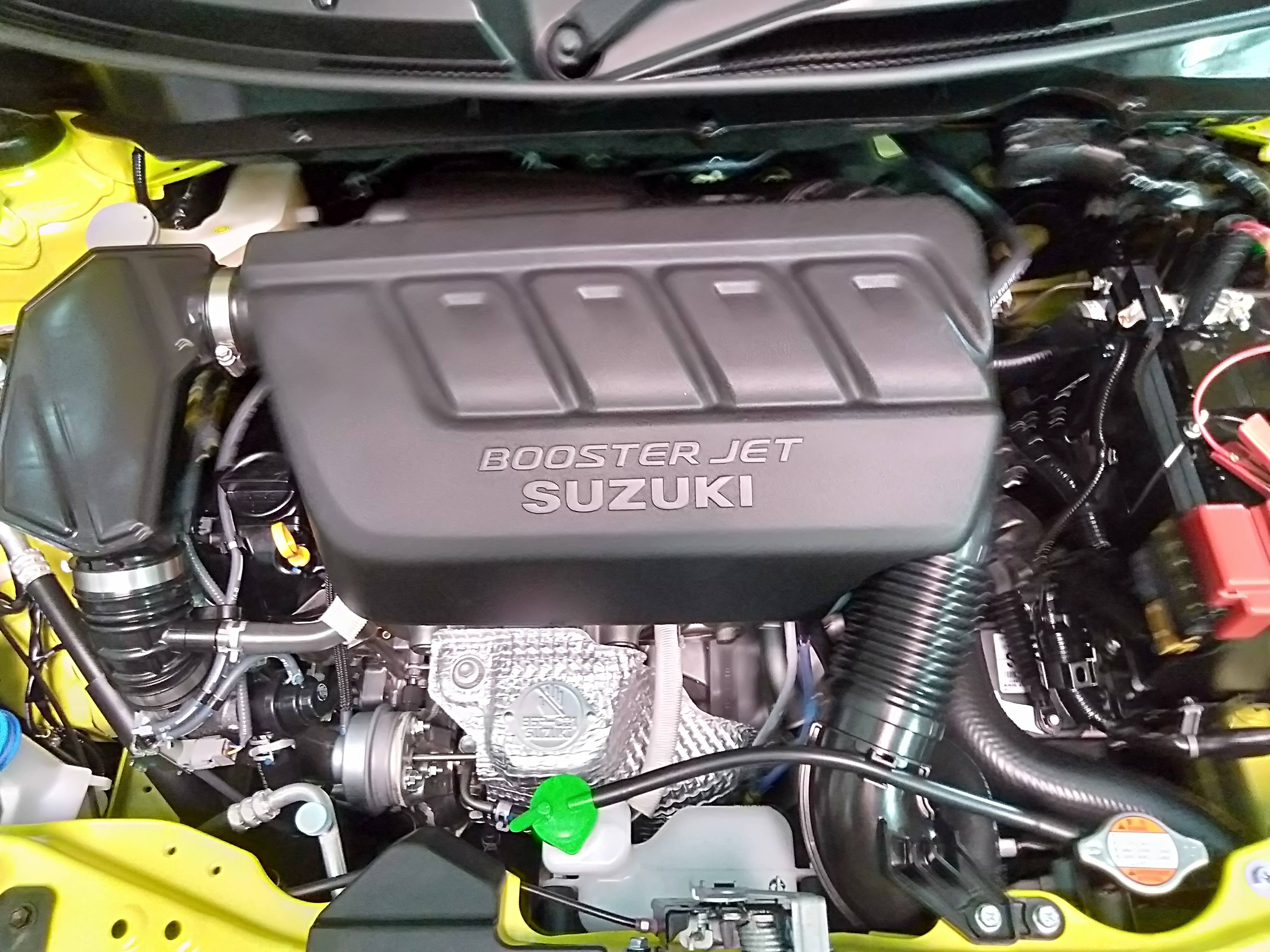
K14C en un Suzuki Swift Sport 1.4 automático de 2021 en Brunéi

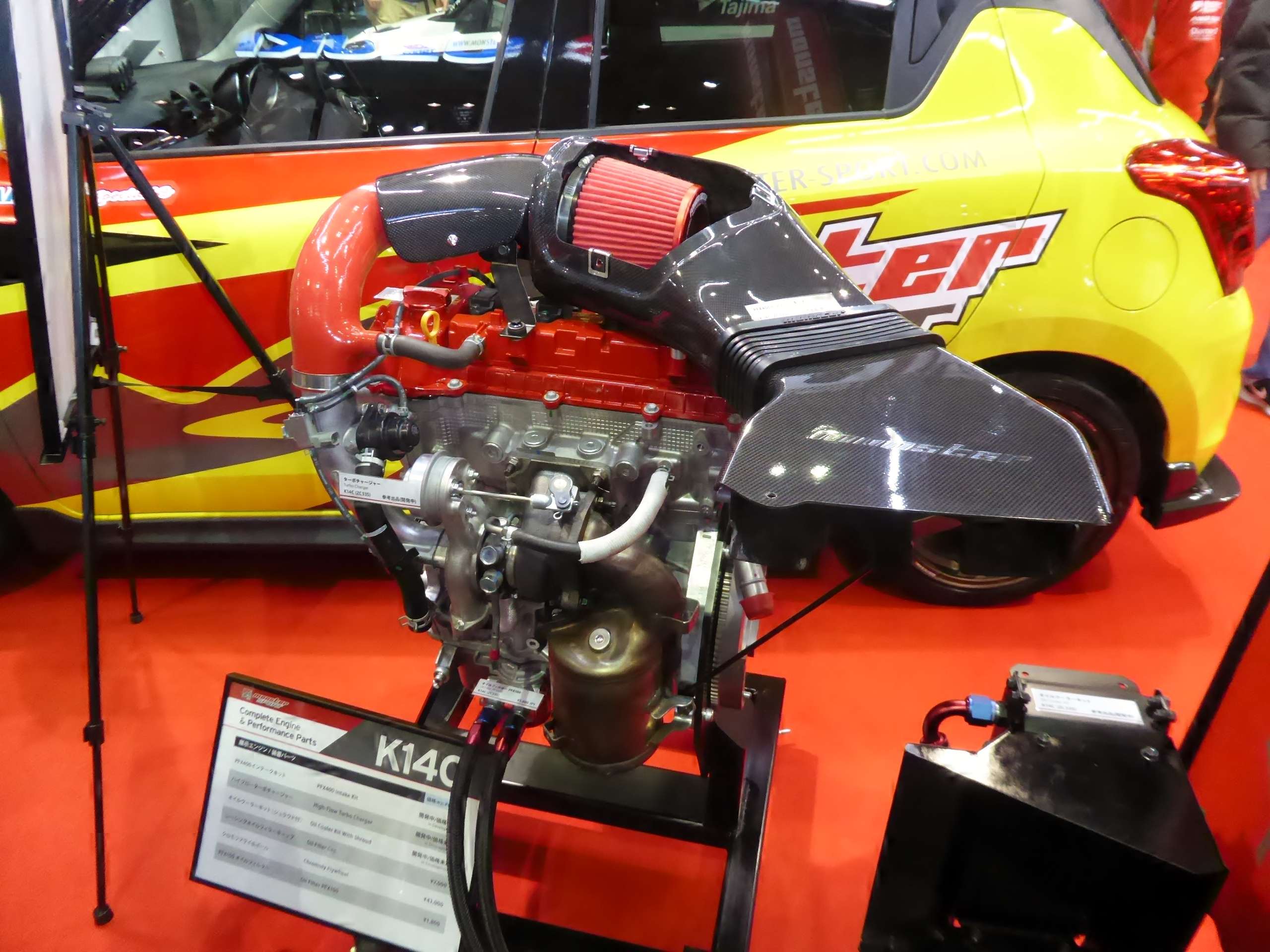
K14C modificado por Monster Sport, en el Salón del automóvil de Osaka de 2018

Es la versión Boosterjet del K14B con inyección directa y turbo. Este ya no está disponible desde mediados del 2020 para el mercado europeo y fue reemplazado por la versión híbrida ligera K14D Boosterjet.

#### Especificaciones técnicas
- Cilindrada: 1372 cm³ (1,4 litros)
- Diámetro x carrera: 73 x 82 mm (2,87 x 3,23 pulgadas)
- Distribución: DOHC 4 válvulas x cilindro, VVT
- Relación de compresión: 9.9:1
- Potencia máxima: 136 a 146 CV (134 a 144 HP) (100 a 107 kW) @ 5500 rpm
- Par máximo: 210 a 230 N·m (155 a 170 lb·pie) @ 1500–4000 rpm

#### Aplicaciones
- 2015–presente Suzuki Vitara/Escudo
- 2016–presente Suzuki SX4 S-Cross
- 2018–presente Suzuki Swift Sport
- 2019–presente Suzuki Baleno GL

### K14D
Versión K14C Boosterjet rediseñado para el mercado europeo. Combinado con una tecnología híbrida suave SHVS de 48 V para pasar el estándar de emisiones Euro 6D.

#### Especificaciones técnicas
- Cilindrada: 1372 cm³ (1,4 litros)
- Diámetro x carrera: 73 x 82 mm (2,87 x 3,23 pulgadas)
- Distribución: DOHC 4 válvulas x cilindro, VVT
- Relación de compresión: 10.8:1
- Potencia máxima: 129 CV (127 HP; 95 kW) @ 5500 rpm. 14 CV (10,3 kW) @ 3000 rpm (motor eléctrico)
- Par máximo: 235 N·m (173 lb·pie) @ 2000 rpm. 53 N·m (39 lb·pie) @ 3000 rpm (motor eléctrico)

#### Aplicaciones
- 2020–presente Suzuki SX4 S-Cross Híbrida (Europa)
- 2020–presente Suzuki Swift Sport Híbrido (Europa, Singapur, Taiwán, Hong Kong y Macao)
- 2020–presente Suzuki Vitara Híbrida (Europa)

### K15B

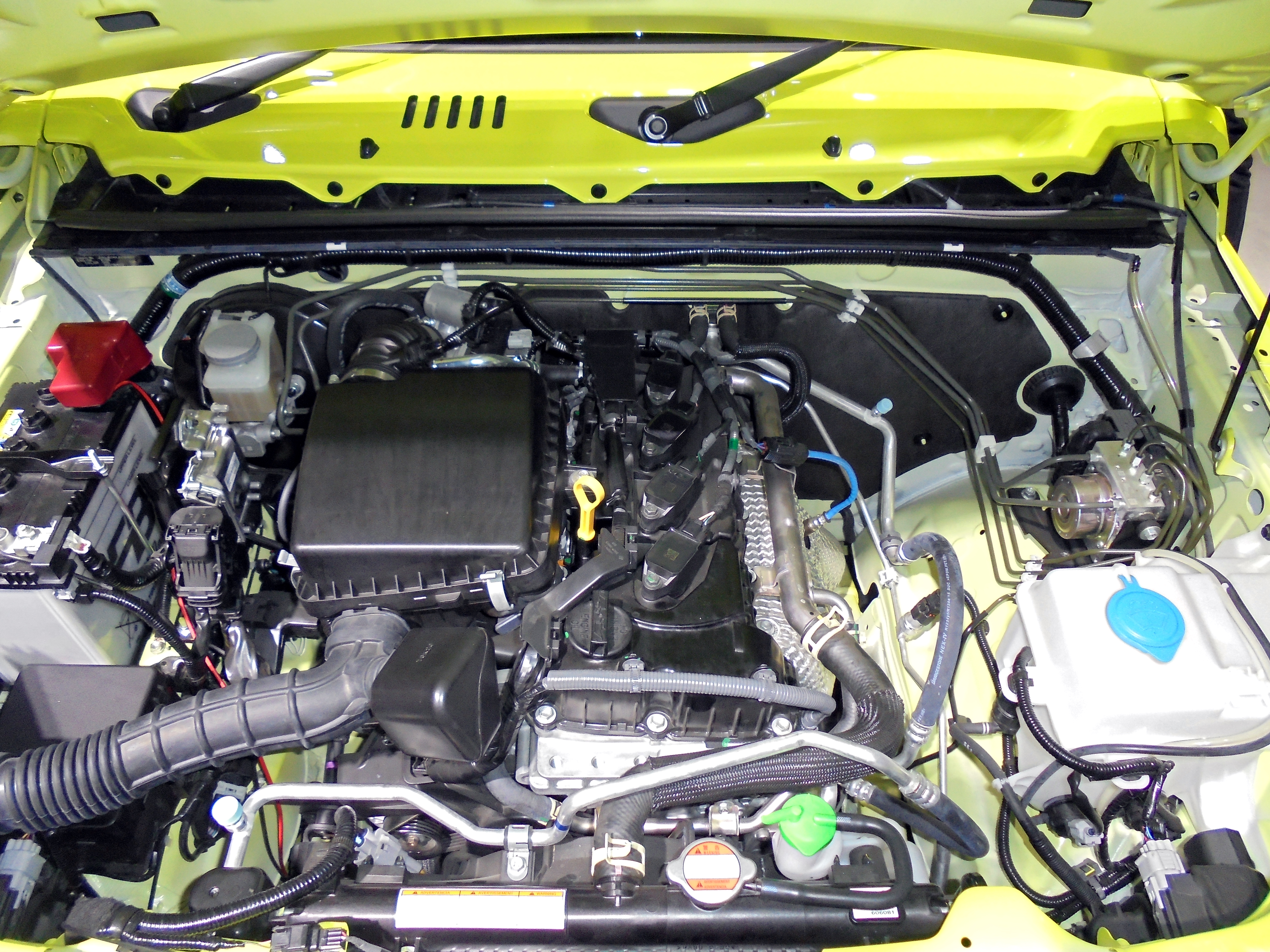
K15B instalado longitudinalmente en el Suzuki Jimny de 2019

El motor más grande de la gama. El sistema híbrido ligero SHVS con una eficiencia de combustible superior al 17% en comparación con el que no es SHVS.

#### Especificaciones técnicas
- Cilindrada: 1462 cm³ (1,5 litros)
- Diámetro x carrera: 74 x 85 mm (2,91 x 3,35 pulgadas)
- Distribución: DOHC, 4 válvulas x cilindro, VVT
- Relación de compresión: 10.0:1 a 10.5:1
- Potencia máxima: 102 a 106 CV (101 a 105 HP) (75 a 78 kW) @ 6000 rpm. 92 CV (91 HP; 68 kW) @ 6000 rpm (CNG)
- Par máximo: 130 a 138 N·m (96 a 102 lb·pie) @ 4000–4400 rpm. 122 N·m (90 lb·pie) @ 4400 rpm (CNG)

#### Aplicaciones
- 2018–presente Suzuki Ciaz Híbrido (India)
- 2018–presente Suzuki Ertiga
- 2018–presente Suzuki Jimny Sierra
- 2019–presente Suzuki XL6/XL7
- 2020–presente Suzuki S-Cross Hybrid (India)
- 2020–presente Suzuki Vitara Brezza/Toyota Urban Cruiser
- 2021–presente Toyota Belta (Medio Oriente)
- 2022-presente Suzuki Ertiga XL7

### K15B-C

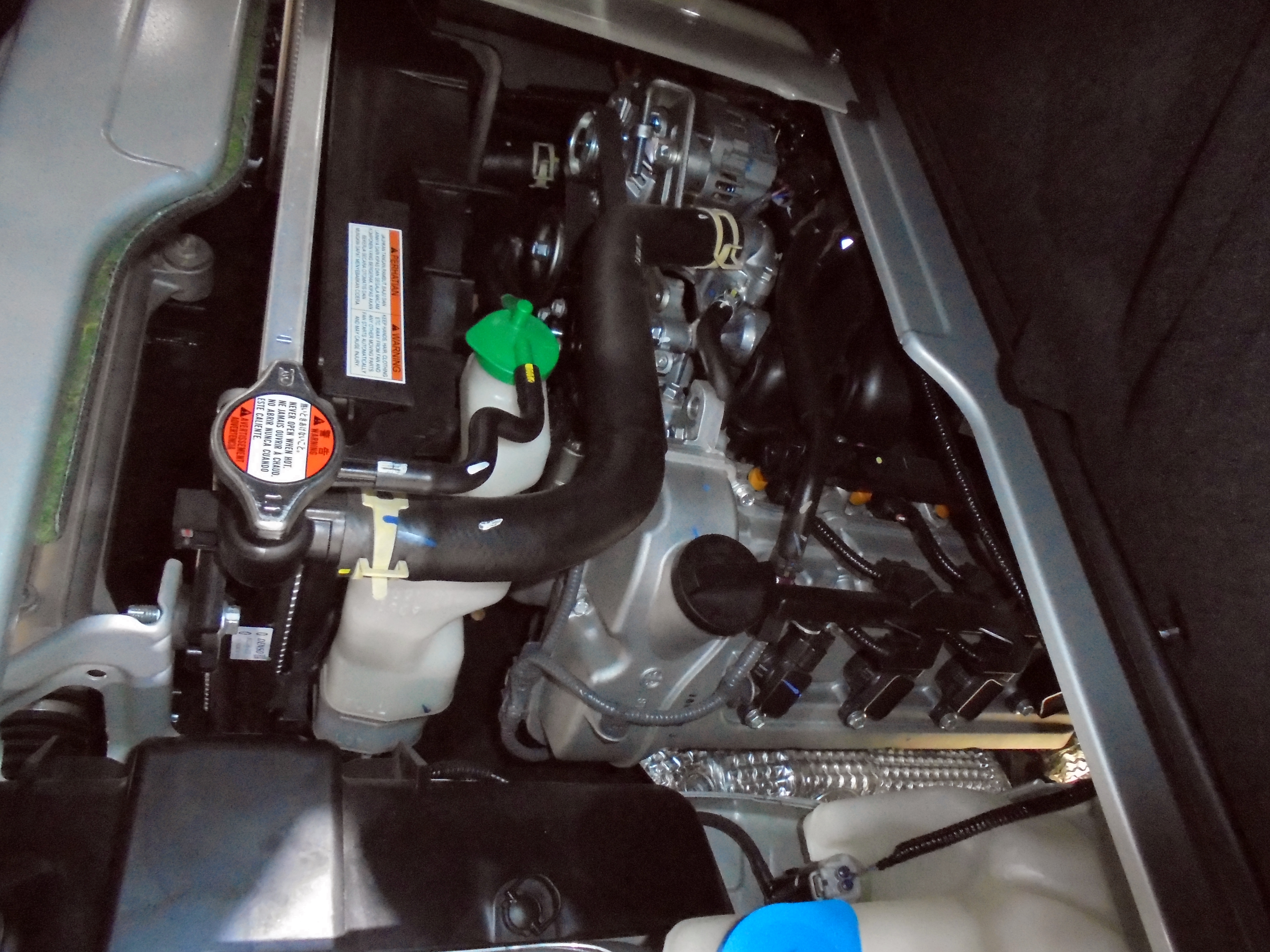
K15B-C en un Suzuki Carry 1.5 de 2019

Este es similar al K15B, pero diseñado para el uso comercial. Las diferencias incluyen una cubierta de culata diferente hecha de metal con siete pernos en lugar de material de resina con doce pernos en el K15B, diferente posición del múltiple de admisión, perfil del árbol de levas más corto, pistones con una relación de compresión más baja, diseño diferente de la cubierta de la cadena de distribución sin montaje del motor (similar al Suzuki Carry de la generación anterior) y una forma diferente del cárter de aceite.

#### Especificaciones técnicas
- Cilindrada: 1462 cm³ (1,5 litros)
- Diámetro x carrera: 74 x 85 mm (2,91 x 3,35 pulgadas)
- Distribución: DOHC, 4 válvulas x cilindro
- Relación de compresión: 10.0:1
- Potencia máxima: 97 CV (96 HP; 71 kW) @ 5600 rpm
- Par máximo: 135 N·m (100 lb·pie) @ 4400 rpm

#### Aplicaciones
- 2019–presente Suzuki Carry (modelo internacional)

### K15C
Versión Dualjet del K15B y solamente está disponible en Europa con strong hybrid, combinado con una Unidad Motor-Generador (MGU).

#### Especificaciones técnicas
- Cilindrada: 1462 cm³ (1,5 litros)
- Diámetro x carrera: 74 x 85 mm (2,91 x 3,35 pulgadas)
- Distribución: DOHC, 4 válvulas x cilindro, VVT
- Relación de compresión: 13.0:1
- Potencia máxima: 102 CV (101 HP; 75 kW) @ 6000 rpm. 33 CV (24,3 kW) (motor eléctrico). 115 CV (113 HP; 85 kW) (combinado)
- Par máximo: 138 N·m (102 lb·pie) @ 4400 rpm. 60 N·m (44 lb·pie) motor eléctrico)

#### Aplicaciones
- 2022–presente Suzuki Vitara Hybrid (Europa)
- 2022–presente Suzuki SX4 S-Cross Hybrid (Europa)